# Prix Kornmann
Le prix Kornmann, de la fondation du même nom, est un ancien prix annuel de littérature, créé en 1932 par l'Académie française et « destiné à contribuer aux frais de propagande et de diffusion de la langue française à l’étranger, sous forme de subventions à des institutions ou à des personnes s'occupant de l'enseignement de la langue française à l'étranger ».

## Liste des lauréats

### Années 1930
- 1934 : 
  - Comité protestant des Amitiés françaises à l'Étranger
  - Le Livre Français
- 1935 : 
  - Collège de l'Assomption (en) de Bangkok
  - Eudistes des collèges de Bathurst et de Digby, Canada.
- 1936 : Mme Eigenschenck
- 1937 : 
  - Joseph Ageorges
  - Rosa Bailly
  - Comte de Montozon-Brachet
- 1938 : 
  - École française de Nazareth des Sœurs de Saint-Joseph de l'Apparition
  - Orphelinat de Saint-Vincent à Ajeltoum au Liban
  - Œuvres de Bouka en Syrie
  - Œuvres des filles de la charité à Tripoli
- 1939 : 
  - Institut français au Portugal
  - Les amis de Louvain
  - Léopold Levaux

### Années 1940
- 1941 : Lucie Paul-Margueritte
- 1942 : Jean-Louis Perret
- 1943 : Albert Muret pour Les 1855
- 1945 : Carlo Bronne pour Léopold Ier
- 1946 : Édouard Chapuisat (1874-1955) pour La Suisse et la Révolution
- 1947 : Alexandre Eckart pour Le génie de la France
- 1948 : 
  - Epaminondas Bellos pour La Foi (Pièce en trois actes)
  - Pierre de Sornay pour La défense de notre patrimoine
  - Jean Simard pour Félix
- 1949 : Édouard Chapuisat (1874-1955) pour Le général Guisan

### Années 1950
- 1951 : Simone de La Souchère-Deléry pour À la poursuite des aigles
- 1952 : 
  - M. et Mme Djivré pour Œuvre d’enseignement au Maroc
  - R.P. Aimé Roche (1910-1991) pour Clartés australes
- 1954 : Joseph Sevène-Bérichon pour Le bon vieux temps
- 1957 : R.P. Michel Hayek (1928-2005) pour Le Père Charbel
- 1959 : Georges Cerbelaud-Salagnac pour l'ensemble de ses monographies canadiennes

### Années 1960
- 1963 : Frère Robert-Sylvain pour Alexandre Cavazzi